# الیزابت بولدن
الیزابت بولدن (انگلیسی: Elizabeth Bolden به‌هنگام تولد جونز؛ ۱۵ اوت ۱۸۹۰ – ۱۱ دسامبر ۲۰۰۶) یک ابرصدساله اهل ایالات متحده آمریکا بود که در زمان مرگش در سن ۱۱۶ سال و ۱۱۸ روزگی، توسط رکوردهای جهانی گینس به عنوان مسن‌ترین فرد زنده در آن زمان شناخته شد.
الیزابت جونز در سال ۱۸۹۰ در سامرویل، تنسی، به دنیا آمد. والدینش از بردگان آزادشده بودند.
او در ۱۹۰۸ با لوئیس بولدن (۱۸۹۲–۱۹۵۵) ازدواج کرد و اولین فرزند آنها، یک پسر، ایزل، در ۲۱ سپتامبر ۱۹۰۹ به دنیا آمد. الیزابت و لوئیس بولدن سه پسر و چهار دختر داشتند و تا دهه ۱۹۵۰ محصولات پنبه و غذایی را در زمین‌های کشاورزی نزدیک ممفیس پرورش می‌دادند. تنها دو دختر در زمان مرگ بولدن در سال ۲۰۰۶ در قید حیات بودند. آنها کویین استر رودز، که در ۲۰۰۷ در ۹۰ سالگی درگذشت، و مامی بریتمون بودند. بولدن در زمان تولد ۱۱۶ سالگی‌اش در اوت ۲۰۰۶ دارای ۴۰ نوه، ۷۵ نتیجه، ۱۵۰ نبیره، ۲۲۰ ندیده، و ۷۵ نشنیده بود.
بولدن در سال‌های پایانی زندگی‌اش در خانه سالمندان ممفیس که از ۱۰۹ سالگی در آنجا ساکن بود، زندگی می‌کرد و توسط خانواده‌اش قادر به برقراری ارتباط توصیف می‌شد. آنها درخواست کردند که توجه رسانه‌ها (مانند مصاحبه‌ها و بازدیدها) محدود شود. بولدن در حالی‌که پیرترین فرد جهان بود به ندرت در انظار عمومی دیده می‌شد.
هنگام تولد ۱۱۶ سالگی‌اش، برای نخستین‌بار پس از یک‌سال، عکس‌های جدیدی از او منتشر شد. خانواده‌اش گفتند که او بی‌صبرانه منتظر تولدش است.
الیزابت بولدن در آوریل ۲۰۰۵ از زمان مرگ اما ورونا جانستون در دسامبر سال گذشته، صاحب عنوان قدیمی‌ترین ساکن ایالات متحده شد. قبل از این، بتی ویلسون، قدیمی‌ترین آمریکایی شناخته شده بود. پس از مرگ هندریکه ون آندل در ۳۰ اوت ۲۰۰۵، تصور می‌شد که او پیرترین فرد زنده جهان باشد تا اینکه در ۹ دسامبر ۲۰۰۵، ماریا کاپوویلا به‌عنوان مسن‌تر شناخته شد. در پی مرگ کاپوویلا در ۲۷ اوت ۲۰۰۶، او مسن‌ترین فرد زنده شد. این موضوع به‌طور رسمی در ۱۷ سپتامبر ۲۰۰۶ توسط رکوردهای جهانی گینس تأیید شد.
در زمان مرگ او در سن ۱۱۶ سال و ۱۱۸ روزگی، او هفتمین مسن‌ترین فرد بلامنازع بود که تاکنون ثبت شده‌است. پس از مرگ او، امیلیانو مرکادو دل تورو مسن‌ترین فرد جهان شد و جولی وینفرد برتراند پیرترین زن جهان شد.